# Mazaye
Mazaye (auch Mazayes) ist eine französische Gemeinde mit 708 Einwohnern (Stand 1. Januar 2022) im Département Puy-de-Dôme in der Region Auvergne-Rhône-Alpes (vor 2016 Auvergne). Mazaye gehört zum Arrondissement Issoire (bis 2017 Clermont-Ferrand) und zum Kanton Orcines (bis 2015 Rochefort-Montagne). Die Einwohner werden Mazayais genannt.

## Geographie
Mazaye liegt etwa 16 Kilometer westlich von Clermont-Ferrand. Umgeben wird Mazaye von den Nachbargemeinden Saint-Pierre-le-Chastel im Norden und Westen, Saint-Ours-les-Roches im Norden und Nordosten, Ceyssat im Osten, Olby im Süden sowie Gelles im Südwesten.
Am Berührungspunkt der Gemeinden Gelles, Saint-Pierre-Roche, Mazaye und Olby mündet die Miouze in die Sioule.

## Bevölkerung
| Jahr                       | 1962 | 1968 | 1975 | 1982 | 1990 | 1999 | 2006 | 2013 |
| Einwohner                  | 499  | 466  | 460  | 457  | 537  | 560  | 613  | 717  |
| Quellen: Cassini und INSEE |      |      |      |      |      |      |      |      |

## Sehenswürdigkeiten
- Kirche Saint-Germain aus dem 12. Jahrhundert
- Kirche Saint-Jean-Baptiste im Ortsteil Coheix
- Monumentalkreuz

## Weblinks

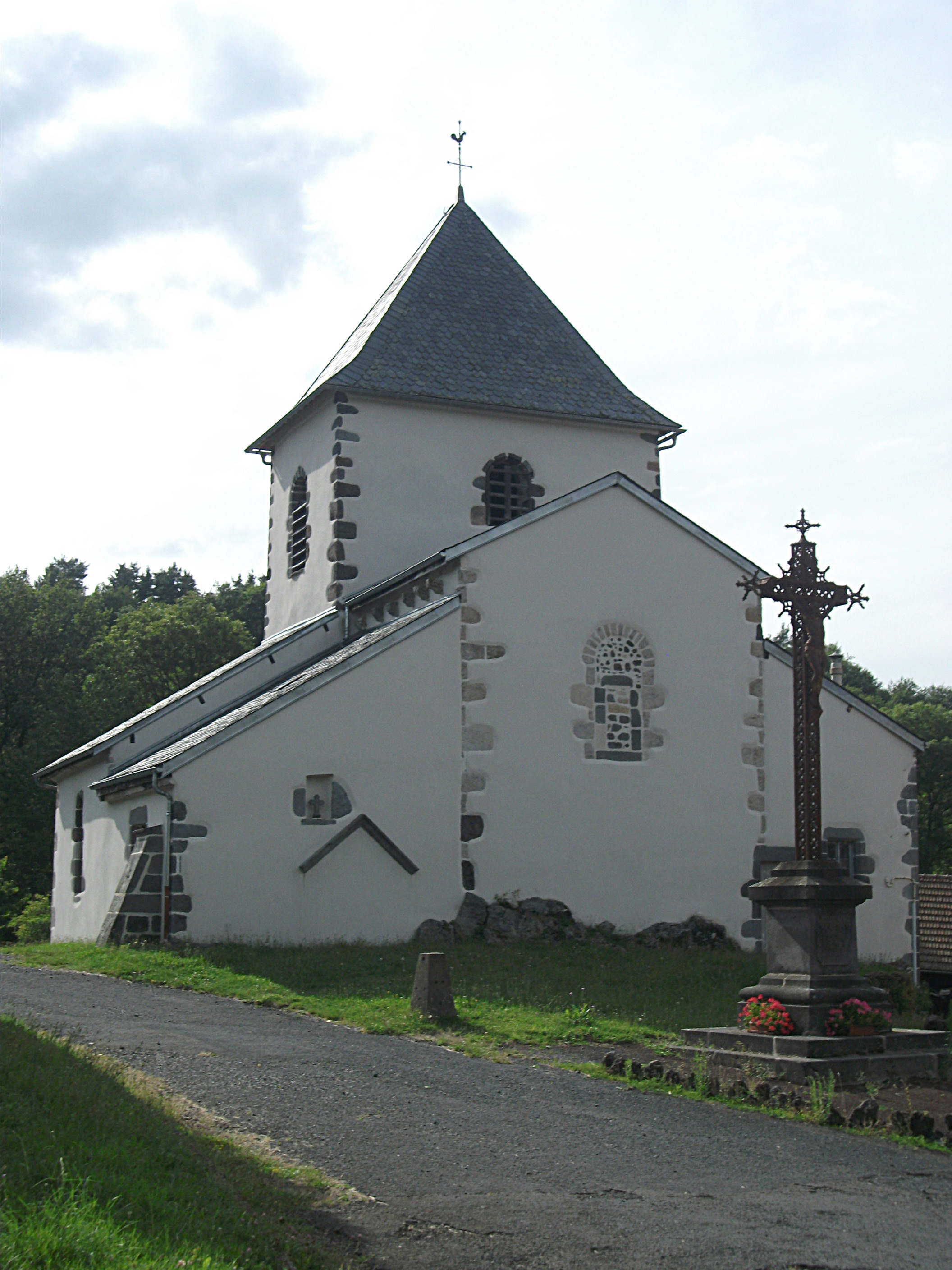
Kirche